# Лыу Тхи Дьем Хыонг
Лыу Тхи Дьем Хыонг (вьет. Lưu Thị Diễm Hương, родилась 30 августа 1990 года в городе Хошимин, Вьетнам) — вьетнамская модель, победительница конкурсов красоты Мисс Мира Вьетнам 2010 и Мисс Вселенная Вьетнам 2012 и представила свою страну на конкурсах Мисс Вселенная 2012 и Мисс Земля 2010.

## Мисс Земля 2010
Лыу Тхи Дьем Хыонг участвовала в конкурсе Мисс Земля 2010 на котором вошла в Top-14 в финальном конкурсе. Она также вошла в Top-5 в конкурсе Мисс Талант и выиграла соревнование в купальниках ("Best in Swimsuit").

## Мисс Вселенная 2012
Лыу Тхи Дьем Хыонг участвовала в конкурсе Мисс Вселенная 2012 в Лас-Вегасе, штат Невада, США. Она также была выдвинута на конкурс Министерством культуры Вьетнама. Она не вошла в Топ-16.

## Личная жизнь
В 2014 году выяснилось, что она вышла замуж в 2011 году.